# Nadia Bellaoui
Nadia Bellaoui est une personnalité française du monde associatif, née le 2 décembre 1975. Elle a été secrétaire générale de la Ligue de l'enseignement de 2016 à 2020. 
Le 9 décembre 2022, elle est nommée Présidente de l’Agence du service civique.

## Biographie
Nadia Bellaoui est née à Marrakech (Maroc) d’un père marocain et d’une mère alsacienne. Elle est arrivée en France à 16 ans, et a opté à 18 ans pour la nationalité française. 

### Engagements associatifs
En 1996, Nadia Bellaoui fait partie des membres fondateurs du réseau Animafac, qui a pour but de permettre aux associations étudiantes de mener à bien leurs projets collectifs, en se basant sur l'échange d'expériences et de pratiques entre associations. Elle en est déléguée générale de 2001 à 2006.
Parallèlement à ces engagements, Nadia Bellaoui intègre en 2000 le conseil d’administration de la Ligue de l’enseignement. Elle devient alors présidente du Réseau national des juniors associations.

### Responsabilités nationales
En 2011, Nadia Bellaoui est nommée membre du Haut conseil à la vie associative.
En juillet 2012, elle est élue présidente de la CPCA (Conférence permanente des coordinations associatives) devenue en 2014, Le Mouvement associatif,, regroupement volontaire de 600 000 associations, organe de représentation du secteur auprès des pouvoirs publics,. Dans ce cadre, elle signe, en 2014, la Charte d’engagement réciproque entre l’Etat, les collectivités et les associations.
Elle est alors nommée au Conseil économique, social et environnemental, au titre des personnalités associées, puis des personnalités qualifiées. 
En janvier 2019, elle devient l'un des cinq « garants » du grand débat national organisé pour répondre à la crise résultant du mouvement des Gilets jaunes, désignée par le président du Conseil économique, social et environnemental.

### Ligue de l’enseignement
Entre 2006 et 2014, Nadia Bellaoui est secrétaire nationale de la Ligue de l’enseignement, chargée de la jeunesse et de la vie associative.
Le 30 juin 2016, elle est élue secrétaire générale de la Ligue de l’enseignement. Elle est la première femme à exercer cette fonction. 
Elle quitte alors la présidence du Mouvement associatif et son siège au CESE pour se consacrer à son mandat de secrétaire générale de la Ligue.
Le 28 juin 2018, le Conseil d'administration décide de ne pas reconduire son mandat. Cette décision provoque une Assemblée générale extraordinaire de la Ligue de l'enseignement qui entraîne la démission collective du Conseil d'administration. Une nouvelle Assemblée générale élective renouvelle le Conseil d'administration dans son intégralité le 27 octobre 2018. Le 28 octobre 2018, il réélit Nadia Bellaoui comme secrétaire générale. Lors de l'Assemblée générale ordinaire des 5 et 6 septembre 2020, le rapport moral et d’activité n’a pas obtenu la majorité des suffrages. Le Conseil d'administration du 11 septembre 2020 s'est réuni pour élire le bureau national. Nadia Bellaoui quitte alors ses fonctions de Secrétaire générale. 

### Prises de position
Au cours de ses différentes fonctions, Nadia Bellaoui a régulièrement défendu le rôle moteur des associations et de l’engagement associatif dans le renouveau démocratique.
Elle a également pris plusieurs initiatives en faveur de l’instauration et du développement du service civique dont la création en avril 2012, du Comité du Service Civique Associatif (CSCA) ayant développé des outils d'évaluation et d'auto-évaluation très élaborés pour les acteurs du service civique, avec comme devise "Pour un service civique de qualité".